# Мартон Іштван Ференцович

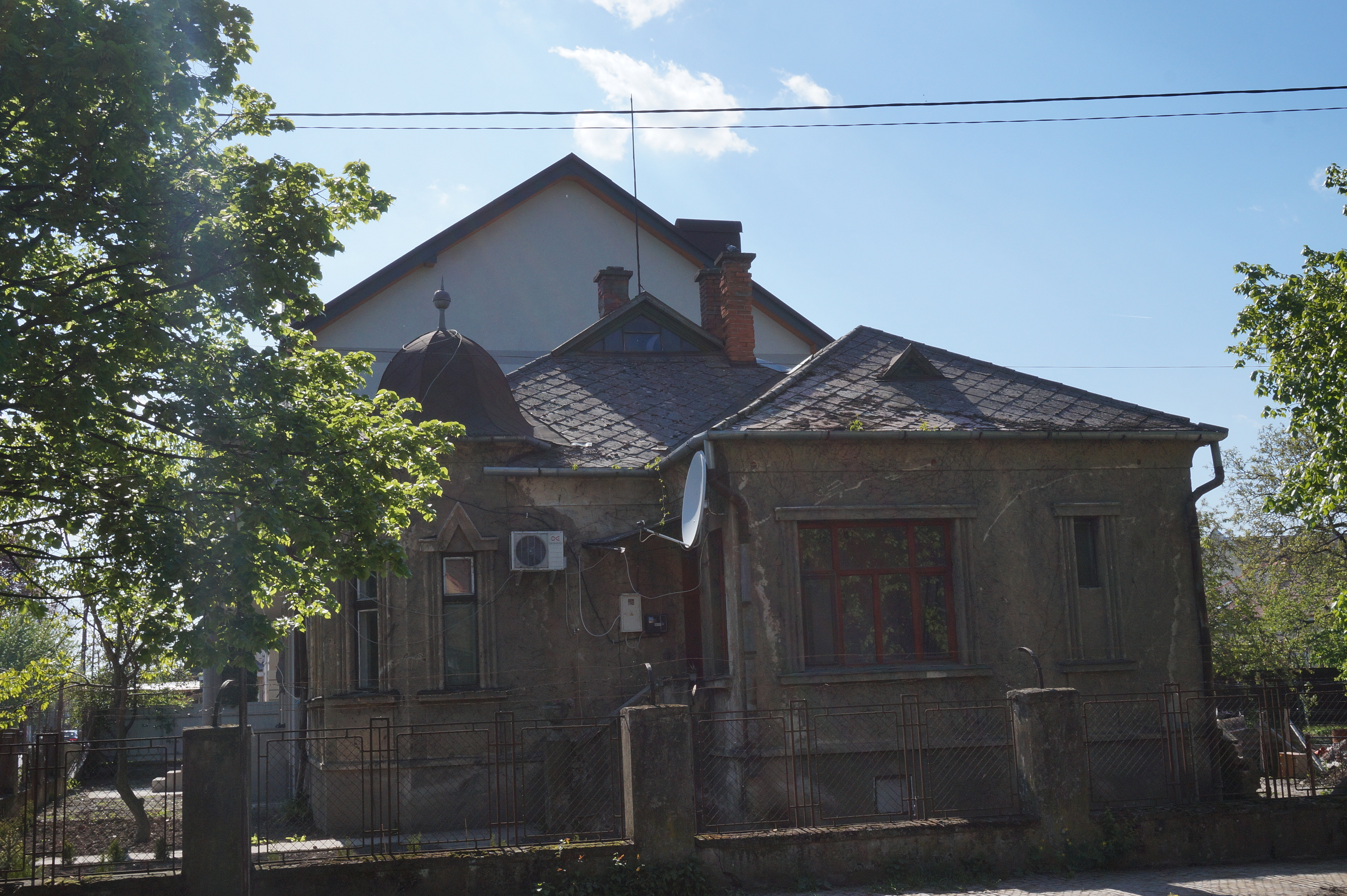
Будинок в Ужгороді, де жив композитор. Вул. Кошута, 18

І́штван Фе́ренцович Ма́ртон (Степан Федорович); 24 листопада 1923, с. Софія, нині Мукачівського району Закарпатської області — 14 січня 1996, Ужгород)  — український композитор. Заслужений діяч мистецтв України (1972).

## Загальні відомості
Народився 24 листопада 1923 р. у с. Жодія Закарпатської обл. Закінчив Ужгородське музичне училище (1949), де потім працював. З 1975 р. — художній керівник Угорського фольклорного ансамблю Ужгородської філармонії.
Автор музики до кінофільму «На зеленій землі моїй» (1959, у співавт. з Б.Карамишевим).

## Життєпис
Народився Іштван Мартон 24 листопада 1923 р. в с. Софія Мукачівського району в сім'ї вчителів. Батько композитора, Ференц Мартон, розпочинав свою кар'єру як кантор та вчитель початкової школи. Батько Стефанії Мартон-Ріхтер, Венцель Ріхтер, перевіз свою родину з Відня на Закарпаття, оскільки на початку XX століття став працювати лісничим у графа Шенборна.
Батьки були великими поціновувачами музики. З дитинства Іштван виявляв потяг до музики. Вже тоді, у дитячі роки, почав імпровізувати.
Після закінчення сільської школи І. Мартон продовжує навчання в Мукачеві -спочатку в угорській горожанській школі, а потім у Мукачівській вчительській семінарії, де багато часу й уваги приділялось музиці й співам. І. Мартон самостійно опановує гру на альті, віолончелі, кларнеті, акордеоні та бере приватні уроки з гри на фортепіано, яке зацікавлює його все більше. Тут по-справжньому розкрилось обдарування майбутнього композитора: він керує оркестрами і хорами учнів, пише для них музику, охоче обробляє народні пісні, даючи їм друге життя.
По закінченні навчання І. Мартон з 1946 р. працює викладачем у Мукачівській музичній школі і в той же час екстерном закінчує Ужгородське музичне училище по класу фортепіано. Здібного музиканта помітили і запросили в училище на постійну роботу. З 1948 р. Степан Федорович — концертмейстер і викладач музичного училища в Ужгороді, де і працював плідно багато років. Через його руки й душу пройшло чимало юнаків і дівчат — майбутніх співаків, музикантів, керівників художньої самодіяльності. Чимало вихованців Степана Федоровича, зокрема Є. Станкович, А. Затін, В. Теличко, К. Єндрик, М. Попенко та багато інших стали згодом відомими професійними композиторами і виконавцями.
На початку 50-х років починається творча співпраця із Закарпатським народним хором, для якого він аранжує народні пісні, створює танцювальну музику, яка завойовує визнання публіки на теренах колишнього СРСР. На основі закарпатських українських, словацьких, угорських народних мотивів композитор створив «Закарпатську сюїту» для хору з оркестром, українські «Картинки народного гуляння», вокально-хореографічну композицію «Закарпатські орнаменти». Для оркестру Закарпатського народного хору, яким Мартон керував у 1962—1963 рр. та 1969—1974 рр., було написано «Вербункош і чардаш», «Сюїту угорських мелодій» та інші композиції.
У 1963 р. С. Мартон стає художнім керівником Закарпатської обласної філармонії, з 1975 р. Степан Мартон — художній керівник угорського камерного ансамблю Закарпатської обласної філармонії. Але, як і раніше, охоче допомагає молодим музикантам порадами і консультаціями. Він — постійний член журі обласних творчих конкурсів і фестивалів, де слово його звучить вагомо. Плідна творча і педагогічна діяльність члена Спілки композиторів СРСР (1952 р.) С. Мартона неодноразово високо оцінювалась громадськістю і спеціалістами: він лауреат кількох конкурсів, заслужений діяч мистецтв України (1965 р.).
Етапним для творчості композитора можна назвати твори для органа — «Токату», «Мелодію», «Капріччіо», а також на замовлення видатного органіста сучасності Гаррі Гродберга (Москва) «Пасакалію». Саме завдяки творчій співпраці з цим музикантом у 1974 р. в залі Закарпатської філармонії було встановлено великий орган, який було реконструйовано та перевезено з Московського Великого театру.

## Доробок
Вагомий творчий доробок композитора, широка жанрова палітра його творів. Серед них музика до комедії «Квітнуть конвалії», твори для хору, органа, чимало написано і для камерного оркестру, яким С. Мартон керував багато років. Він пише для дітей і дорослих, сюїти і сонати, романси і пісні, більшість їх у репертуарі професійних і самодіяльних художніх колективів області і республіки, музику до художнього фільму «Над Тисою» та документального «В Карпатах», вистав «Вернигори» В. Вовчка, «Повінь» Ф. Потушняка та «Чардаш над Амуром». Чимало їх, наприклад, «Гей, чули гори» на слова В. Вовчка, улюблені і популярні в народі й нині.
Степан Мартон, як єдиний на Закарпатті професійний угорський композитор, був прийнятий у Спілку композиторів Угорщини.
14 січня 1996 р., на 73 році життя Степан Федорович Мартон помер після важкої тривалої хвороби.
Мукачівській музичній школі, в якій працював С. Мартон, присвоєно його ім'я.